# Julian Andretti
Julian Andretti alias Julian, artistnamn för Julián Ríos, född 12 oktober 1970 i West Covina, Kalifornien, Förenta Staterna, är en amerikansk porrskådespelare.

## Filmografi (urval)
- 2007 – I Love Daisy
- 2005 – Bellisima
- 2004 – Implode
- 1998 – Sexy Nurses
- 1994 – Choke 'Em (som Jordan Rivers)